# Prostitution in Österreich

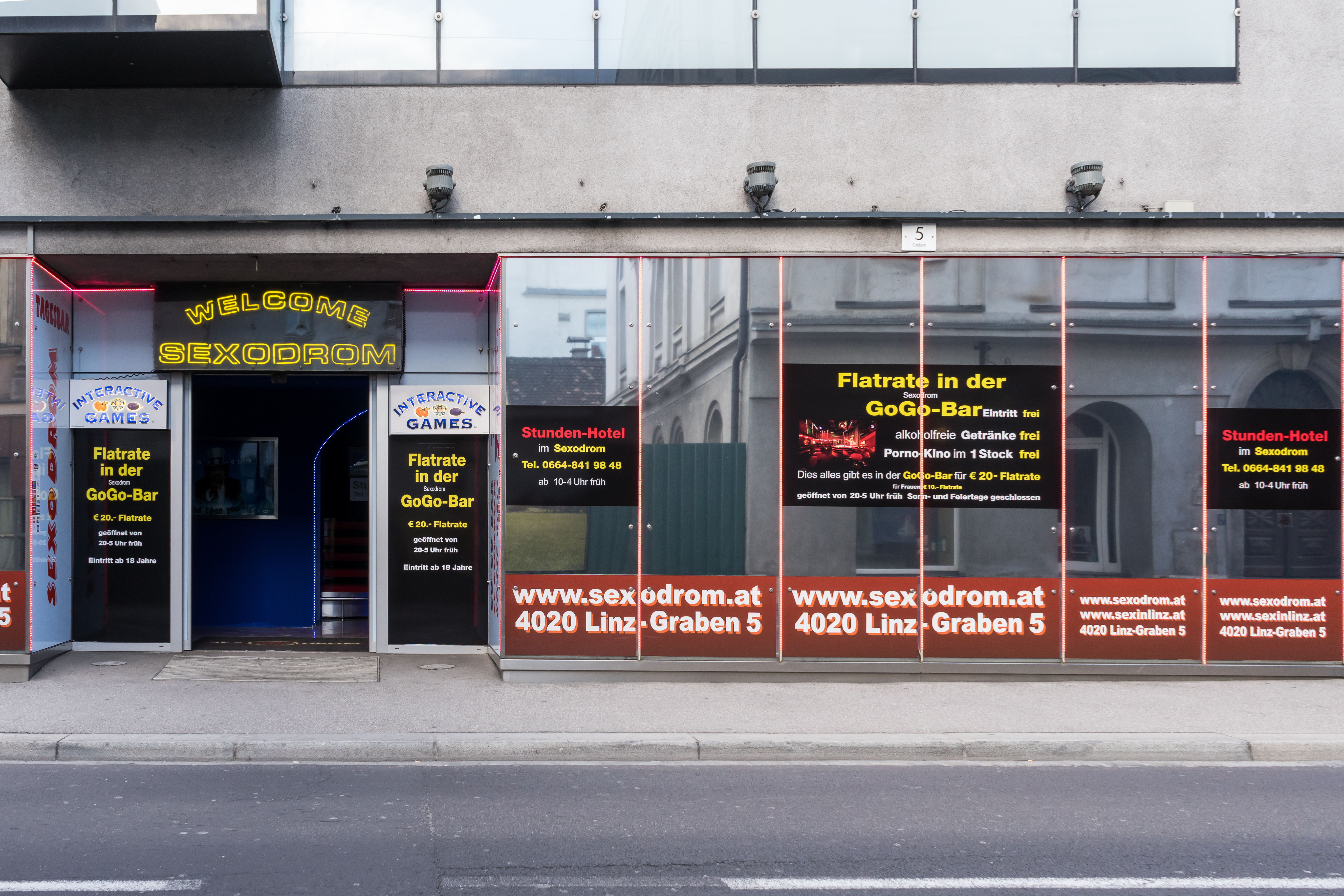
Bordell in Linz

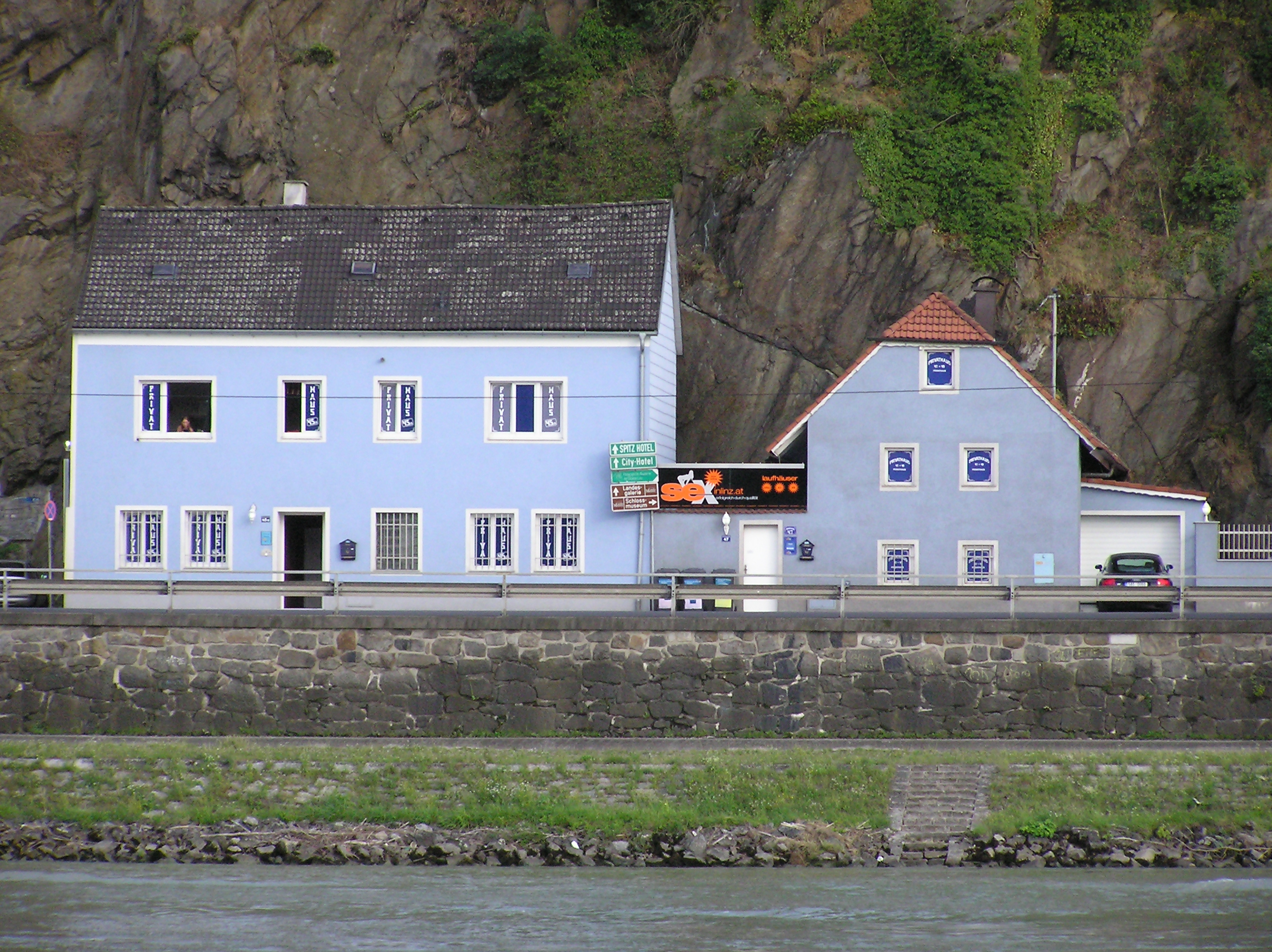
Bordell in Linz

Die Prostitution in Österreich ist legal und gesetzlich geregelt.

## Geschichte

### 18. Jahrhundert
Kaiserin Maria Theresia ließ in den Temeswarer Wasserschüben Prostituierte gemeinsam mit anderen „Asozialen“ auf Schiffen die Donau hinunter in den Banat deportieren.
Auch das Josephinische Strafgesetz stellte Prostitution unter Strafe.

### 19. Jahrhundert
Im 19. Jahrhundert setzte sich in Österreich beim Umgang mit der Prostitution im Wesentlichen das Regulationsprinzip durch, das Prostitution als notwendiges Übel toleriert und unter staatliche Kontrolle stellt.
In Wien wurde bereits 1850 vom Polizeiwundarzt Nusser vorgeschlagen, Prostituierte polizeilich zu „konskribieren“, sie zweimal wöchentlich zu untersuchen und mit Gesundheitspässen auszustatten. Gesundheitsbücher werden seit der Neuregelung der Prostitution durch Wiens Polizeichef Anton Ritter von Le Monnier 1873 verpflichtend geführt. Prostituierte, die dieser Bestimmung nachkamen, wurden von der Polizei nicht beanstandet.
Laut „Extra Blatt“ vom 27. Oktober 1874 „sind 6424 Prostituierte mit Gesundheitsbüchern versehen und stehen unter ärztlicher und polizeilicher Kontrolle. Nach der Ansicht der Polizei leben jedoch in Wien außer den oberwähnten 6424 noch mindestens 12.000 Frauenzimmer von dem Erträgniß der freien Liebe, können jedoch nicht kontrolliert werden. Diese Mädchen arbeiten zumeist in Fabriken und werden durch den geringen Arbeitslohn zu diesem Nebenverdienst getrieben. Von den conscribierten Dirnen sind 5312 ledig, 902 verwitwet und 210 verheiratet. Die jüngste derselben ist 15 Jahre, die älteste 47 Jahre alt.“
Der Durchsetzung der Regulierung dienten im Teil 2 des Strafgesetzes 1803 die §§ 254–256, die zu §§ 509–511 Strafgesetz 1852 umnummeriert wurden; sie wurden durch die §§ 5 und 7 des Gesetzes vom 24. Mai 1885 abgelöst.

### 20. Jahrhundert
Eine Studie eines Wiener Marktforschungsinstituts ergab in den 1960er Jahren, dass jeder zweite erwachsene männliche Österreicher mindestens ein Mal in seinem Leben die Dienste einer Prostituierten in Anspruch nahm.
Durch Artikel XI Absatz 2 Nr. 8 des Strafrechtsanpassungsgesetzes trat zum 1. Jänner 1975 das oben genannte Gesetz von 1885 außer Kraft.
Nach der Aufhebung des Totalverbots gleichgeschlechtlicher Sexualkontakte im Jahr 1971 wurde 1989 das Verbot gleichgeschlechtlicher männlicher Prostitution (§ 210 StGB) aufgehoben, als erstes der vier darauf folgenden Ersatzverbote (siehe Homosexualität in Österreich). Ein wesentlicher Grund für die Legalisierung der homosexuellen männlichen Prostitution war, dass durch die regelmäßigen Untersuchungen und die behördliche Registrierung die Bekämpfung von HIV-Infektionen erleichtert wird.
Das 1991 novellierte Wiener Prostitutionsgesetz aus dem Jahr 1983 definiert Prostitution als die gewerbsmäßige „Duldung sexueller Handlungen am eigenen Körper oder die Vornahme sexueller Handlungen“. Man kann in Wien legal als Prostituierte arbeiten, wenn man volljährig ist, sich bei der Landespolizeidirektion Wien meldet, nach einer ärztlichen Untersuchung im Gesundheitsamt einen Lichtbildausweis erhalten hat (die Kontrollkarte, „Deckel“, „die grüne Karte“) und sich wöchentlich beim Gesundheitsamt in der Schnirchgasse 14, 1030 Wien untersuchen lässt.
Seit 1986 sind Prostituierte einkommensteuerpflichtig.
Laut einer Entscheidung des OGH aus dem Jahr 1989 galt Prostitution als „sittenwidriger Vertrag“; daher hatten Prostituierte keine rechtliche Möglichkeit, ihr Entgelt einzufordern, wenn der Kunde nicht zahlen wollte. Im Jahr 2012 entschied der OGH anders. Der Hof begründete, dass die Sittenwidrigkeit weder nach heutigen Moralvorstellungen noch mit der „Wirklichkeit“ in Einklang zu bringen sei und die Prostitution durch einschlägige Landesgesetze geregelt sei. Insbesondere eröffnet dies Prostituierten die Möglichkeit, ihr Entgelt einzuklagen.
Bis zur Ostöffnung bestand in beiderseitigem Interesse ein guter Kontakt zwischen der Polizei und der Prostitutionsszene. Die Polizei ließ die Zuhälter ihre Reviere in Ruhe selbst regeln und erhielt dafür im Gegenzug Informationen aus der Verbrecherszene. Der Fall des Eisernen Vorhangs änderte allerdings die Situation und bewirkte einen Zustrom von jungen Frauen aus dem ehemaligen Ostblock nach Österreich, die bereit waren, für weniger Geld als die Österreicherinnen als Prostituierte zu arbeiten. Zusätzlich versuchten Mafiabanden aus dem Süden und Osten Europas, auf den Strichen Österreichs Fuß zu fassen.
In der Folge ging insbesondere in den 1990er Jahren die Zahl der legalen Prostituierten vorübergehend stark zurück, während die Zahl der illegalen stieg.
Um 1997 gehörten registrierte Prostituierte laut Gesundheitsbericht der Stadt Wien zur „gesündesten“ Personengruppe.
Nach dem Arbeits- und Sozialrechts-Änderungsgesetz (ASRÄG) 1997 sind Prostituierte in die Kranken- und Pensionsversicherung nach dem GSVG sowie in die Unfallversicherung nach dem ASVG einbezogen worden.

### 21. Jahrhundert

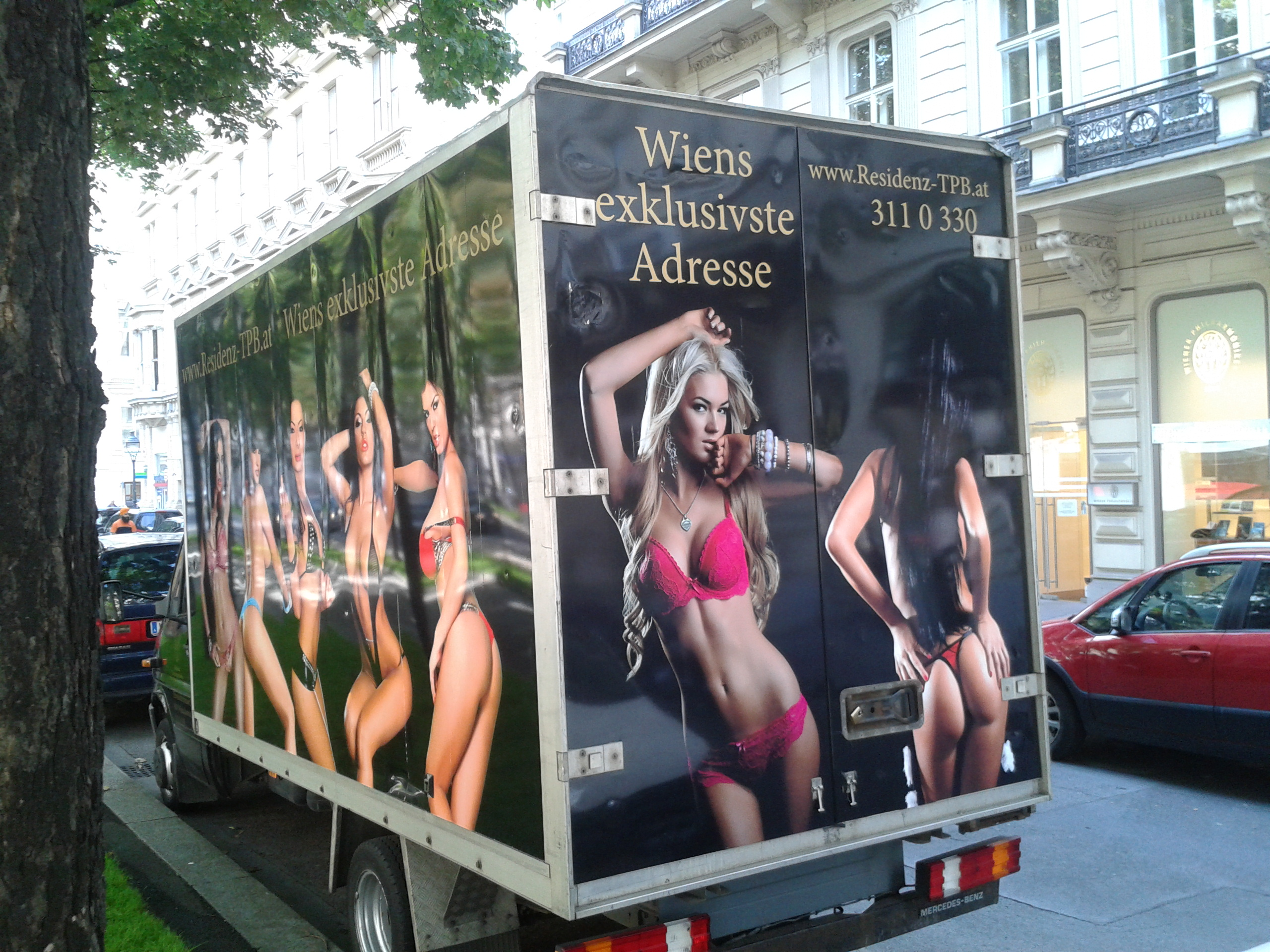
Werbung für ein Bordell

Um das Jahr 2002 wurde die illegale Prostitution vom österreichischen Innenministerium vor allem wegen der Begleitkriminalität wie Menschenhandel, Zuhälterei und Gewaltdelikten wie Vergewaltigung als Problem gesehen. Die illegale Prostitution war darüber hinaus ein gesundheitspolitisches Problem. Bei einem Viertel der festgenommenen Geheimprostituierten in Wien haben die Gesundheitsbehörden im Jahr 2002 Mehrfachinfektionen durch Geschlechtskrankheiten festgestellt. Wiener Politiker überlegten sich 2002 Maßnahmen, um den illegalen Straßenstrich einzudämmen, vielleicht mit Geldstrafen auch für Freier von illegalen Prostituierten. Die Frauenstadträtin Renate Brauner meinte, solche Strafgelder sollten Ausstiegsprojekten gewidmet werden.
Anfang des 21. Jahrhunderts wurde von Die Grünen, SPÖ und auch ÖVP darüber diskutiert, ob die „Sittenwidrigkeit“ der Prostitution aufzuheben und eine rechtliche Lösung ähnlich wie in Deutschland einzuführen sei.
2012 wurde die Sittenwidrigkeit schließlich durch den OGH aufgehoben.
Am 2. Juni 2002, dem Internationalen Hurentag, wiesen der Verein Lateinamerikanische Emigrantinnen in Österreich (LEFÖ), die Wiener Grünen und die Plattform für Prostituierte auf die schlechten Lebens- und Arbeitsbedingungen der Prostituierten in Österreich hin, und forderten die arbeits- und sozialrechtliche Anerkennung von Sexarbeit und die Beseitigung „diskriminierender aufenthalts- und arbeitsrechtlicher Bestimmungen“.
2003 waren rund 460 Frauen und 14 Männer in Wien offiziell als Prostituierte registriert. Die jüngste war 19 Jahre alt; die älteste, eine 71-jährige Österreicherin, arbeitete in der Leopoldstadt. Die meisten registrierten Männer boten als Transvestiten ihre Dienste an.
Geschätzt wurde, dass in diesem Jahr 3500 Frauen in Wien legal oder illegal zumindest fallweise als Prostituierte arbeiteten.
Ab etwa 2003 begann die Zahl der legalen Prostituierten wieder zu wachsen und stabilisierte sich zehn Jahre später bei ca. 3000 bis 3500. Affären wie die Sauna-Affäre zeugen von neuen Kontakten zwischen der Polizei und der Prostitutionsszene.
Im April 2007 waren in Wien offiziell 1.352 weibliche und 21 männliche Prostituierte registriert. Die Anzahl der Frauen, die legal und illegal zumindest zeitweise als Prostituierte arbeiten, wird auf zwischen 3.500 und 6.000 geschätzt; es wird geschätzt, dass sie täglich insgesamt 15.000 Kunden bedienen. Ein ähnliches Verhältnis von Prostituierten zur Bevölkerungszahl findet sich auch in anderen österreichischen Städten. Beispielsweise gab es 2008 in Linz, das etwa 10 % der Größe von Wien hat, 120 registrierte Prostituierte.

### 2020: COVID-19-Pandemie
Die COVID-19-Pandemie hat die österreichische und Wiener Prostitutions-Szene stark beeinflusst, zahlreiche Einrichtungen mussten geschlossen werden. Die Bundesregierung hatte die meisten Freizeitaktivitäten eingeschränkt und nicht wesentliche Unternehmen von der Betriebsführung ausgeschlossen, um die Infektionsrate in Österreich zu verlangsamen. Darüber hinaus wurden auch Versammlungen größerer Menschenmengen eingeschränkt.
Alle Sexclubs und Bars, Saunaclubs, Studios, Escort-Agenturen und andere Arten von Erwachseneneinrichtungen stellten den Betrieb ein, bis sie wieder geöffnet werden durften. Die Frauen, die in Bordellen arbeiteten, reisten in ihre Herkunftsländer zurück, bis sie wieder arbeiten durften. Die meisten der größten Einrichtungen hatten ihre Kunden darüber informiert, dass ihre Geschäfte geschlossen wurden.
Nach der Wiedereröffnung der Erwachseneneinrichtungen am 1. Juli 2020 erlebte die Prostitution in Wien einen Anstieg illegal arbeitender Frauen. Der Grund dafür war der neue COVID-19-Test, der von jedem verlangt wurde, der legal in einer Einrichtung in Wien arbeiten wollte. Mit über 3000 Bewerbern und nur etwa 60 Tests pro Tag mussten einige Frauen mehrere Monate warten, bevor sie ihre rechtlichen Dokumente erhielten und wieder arbeiten konnten. Als Folge versuchten viele, illegal in privaten Wohnungen zu arbeiten. Die Wiener Polizei hat eine Reihe dieser Wohnungen durchsucht und die dort arbeitenden Frauen sowie die Eigentümer, die die Wohnungen vermietet hatten, mit Geldbußen belegt.

#### Zeitplan der Beschränkungen und wie die Orte wieder geöffnet wurden
- 14. April 2020: Ab dem 14. April 2020 wurden Geschäfte mit einer maximalen Verkaufsfläche von 400 m², Baumärkte und Gartenzentren wieder geöffnet. Personen müssen Masken tragen und es ist nur ein Kunde pro 20 m² erlaubt. Supermärkte, Apotheken, Banken und Postämter sind ebenfalls geöffnet. Restaurants, Cafés, Bordelle und andere Gemeinschaftsorte bleiben jedoch weiterhin geschlossen.[28]
- 4. Mai 2020: Restaurants, Bars und Cafés dürfen ab dem 15. Mai unter bestimmten Bedingungen zwischen 6 und 23 Uhr wieder öffnen.[28] Brothels und ähnliche Einrichtungen müssen bis zum 1. Juli geschlossen bleiben. Indoor-Freizeiteinrichtungen und Schwimmbäder dürfen am 29. Mai 2020 unter Einschränkungen öffnen.[29]
- 20. Mai 2020: Sexarbeiterinnen können ab diesem Datum mit den obligatorischen Gesundheitschecks beginnen. Sie müssen im Voraus einen Termin vereinbaren und dürfen nicht einfach unangemeldet erscheinen. Darüber hinaus erhalten die Frauen, die den Test ablegen, ihre Genehmigung erst am 1. Juli.[30]
- 1. Juli 2020: Erwachsenenunterhaltungsunternehmen in Österreich durften wieder mit geringfügigen Einschränkungen der Öffnungszeiten öffnen. Frauen, die legal arbeiten möchten, müssen sich einem COVID-19-Test unterziehen, um zu beweisen, dass sie nicht infiziert sind. Aufgrund der großen Anzahl von Bewerberinnen sind die Wartezeiten für die Tests sehr lang. Als Folge haben viele Frauen in Wien illegaler Prostitution nachgegeben.[31]
- 31. August 2020: Sexarbeiterinnen in Wien, die ihre Grünen Gesundheitskarten erwerben möchten, die für die legale Arbeit erforderlich sind, können jetzt ihren Termin über die Website des Zentrums für Sexuelle Gesundheit vereinbaren. Das eingeführte Online-Antragsformular erleichtert es den Damen erheblich, einen Termin mit ihren Ärzten zu vereinbaren und die erforderlichen Dokumente zu erhalten, um legal in Wien arbeiten zu können. Damen, die zu ihren Untersuchungen zurückkehren, können die Website ebenfalls nutzen, um ihren Termin zu vereinbaren.[32]
- 4. September 2020: Obwohl alle Erwachseneneinrichtungen wieder geöffnet werden durften, gelang es nicht jedem Club in Wien, den Betrieb wieder aufzunehmen. Die meisten Unternehmen schafften es, ihre Türen wieder zu öffnen, aber einige, wie zum Beispiel der Beverly Hills Club, blieben auch nach Aufhebung der Beschränkungen am 1. Juli geschlossen.[33]

### Nach der Coronavirus-Pandemie
Nach Angaben eines Experten des Bundeskriminalamts in Österreich gab es vor der Coronavirus-Pandemie etwa 7.000 bis 8.000 Sexarbeiterinnen in Österreich, die in etwa 800 legalen und illegalen Bordellen im Land arbeiteten. Nach der Pandemie sank die Zahl der den Behörden bekannten Sexarbeiterinnen auf 5.000 bis 6.000. Stand 2024 arbeiteten etwa 2.000 bis 3.000 Sexarbeiterinnen illegal und boten ihre Dienste in privaten Wohnungen und Hotelzimmern an.
Dies hat einen erheblichen Einfluss auf legale Bordelle, da immer mehr Frauen die legale Branche verlassen, um illegal zu arbeiten, und die Bordelle Schwierigkeiten haben, neue Frauen zu finden. Der Rückgang der Frauen kann zu weniger Gästen führen, was wiederum dazu führt, dass mehr Frauen diese Bordelle verlassen.
Im Jahr 2023 führte die Wiener Polizei 83 Razzien im Rotlichtviertel von Wien durch und inspizierte 217 private Wohnungen, wobei 614 Verstöße gegen das Wiener Prostitutionsgesetz festgestellt wurden. Die Geldstrafen umfassten 200 Euro für nicht registrierte Prostitution, 400 Euro für die illegale Arbeit in privaten Wohnungen und 400 Euro für die Arbeit als Prostituierte ohne Gesundheitschecks.
Die Polizeibehörden in Wien und anderen österreichischen Städten führen regelmäßig Razzien durch und verfolgen die Anzeigen der Mädchen auf den größten österreichischen Erotikportalen.

## Rechtslage
Strafbar ist sexueller Missbrauch von Jugendlichen (§ 207b StGB), entgeltliche Vermittlung von Sexualkontakten mit Minderjährigen (§ 214), Zuführen zur Prostitution (§ 215), Förderung der Prostitution Minderjähriger (§ 215a), Zuhälterei (§ 216), und grenzüberschreitender Prostitutionshandel (§ 217). Weil es laut § 216 StGB verboten ist, sich aus der Prostitution einer anderen Person eine fortlaufende Einnahme zu verschaffen, gibt es keine Möglichkeit, als Prostituierte in einem Angestelltenverhältnis zu arbeiten. Prostituierte gelten als „selbständig Erwerbstätige“.
In den einzelnen Bundesländern behandeln Landesgesetze weitere Regelungen von Prostitution wie Registrierungspflicht und zeitliche und örtliche Beschränkungen. Am strengsten ist die Regelung in Vorarlberg. Dort ist Prostitution nur in bewilligten Bordellen erlaubt, wobei aber bis jetzt (Stand Juli 2011) kein Bordell bewilligt wurde, sodass faktisch ein Prostitutionsverbot gilt. 2011 bestanden in Vorarlberg gleichwohl ca. 70 bis 100 illegale Bordelle. Es bestehen regional Werbeverbote, so etwa in der Steiermark.

## Umfang
Österreichweit gab es im Jahr 2013 etwa 6.200 registrierte Prostituierte.
Per 31. Dezember 2007 gab es 710 genehmigte Bordelle in Österreich.
| Jahr | Anzahl |
| ---- | ------ |
| 2007 | 5150   |
| 2011 | 5500   |
| 2013 | 6200   |
| 2020 | 8000   |

| Bundesland       | Anzahl |
| ---------------- | ------ |
| Burgenland       | 180    |
| Kärnten          | 260    |
| Niederösterreich | 600    |
| Salzburg         | 500    |
| Steiermark       | 1200   |
| Oberösterreich   | 700    |
| Tirol            | 160    |
| Vorarlberg       | 50     |
| Wien             | 1500   |

| Jahr       | Weiblich     | Männlich |
| ---------- | ------------ | -------- |
| 1874       | 6424         |          |
| 1913       | 1879         |          |
| 1920       | 1387         |          |
| 1993       | 0711         |          |
| 2003       | 0460         | 14       |
| 2004       | 0625 bis 755 |          |
| 2006       | 1132         | 18       |
| April 2007 | 1352         | 21       |
| Nov. 2008  | 1728         |          |
| 2011       | 2500         |          |
| 2012       | 2758         |          |
| 2013       | 3300         |          |
| Ende 2013  | 3390         | 67       |
| Ende 2014  | 3542         | 70       |
| Mitte 2018 | 3300         | 70       |
| Mitte 2020 | 3500         |          |

Mitte 2018 gab es in Wien 3300 weibliche und 70 männliche registrierte Prostituierte mit Kontrollkarte („Deckel“).
1800 davon unterziehen sich regelmäßig alle sechs Wochen einer Gesundheitsuntersuchung bei der MA 15. Die anderen sind zwar gemeldet, aber nicht (mehr) in Wien tätig.
Schätzungen für die Zahl der nichtregistrierten Prostituierten in Wien schwanken zwischen 500, 3000,
3000 bis 4000 illegale Prostituierte
und insgesamt 5000 und 6000 Frauen, die in Wien legal oder illegal zumindest fallweise als Prostituierte arbeiteten.
Nach niedrigen Schätzungen bedient eine Prostituierte täglich durchschnittlich drei Freier, sodass sich daraus eine Zahl von geschätzten 15.000 Freierkontakten pro Tag in Wien ergibt.

## Lokalisierung der Prostitution
Im Gegensatz zu ausländischen Städten, wie dem Bahnhofsviertel in Frankfurt, der Reeperbahn in Hamburg oder dem Rotlichtbezirk Walletjes in Amsterdam, gibt es in den österreichischen Städten keine speziellen Rotlichtviertel. Die Prostitution zeigt sich eher subtil ohne ausdrücklich aufzufallen und ist großräumig verteilt, allerdings nicht völlig gleichmäßig. So gibt es in Wien entlang des „Gürtels“ und angrenzender Gebiete eine Häufung von Bordellen. Darüber hinaus gibt es in fast jeder größeren Straße von Wien irgendeine Art von Sexshop, Nachtclub, Bordell, Laufhaus, Saunaclub, Peepshow oder Animierbar. Die einheimische Bevölkerung nimmt das aber kaum wahr, erst bei näherem Hinsehen erkennt man das dichte Netz der Sexindustrie. Der Straßenstrich war früher auf die Gürtelgegend sowie das Stuwerviertel und den nahe gelegenen Prater im 2. Wiener Gemeindebezirk konzentriert. Durch das Wiener Prostitutionsgesetz 2011 wurde aber der Straßenstrich in Wohngebieten verboten und hat sich seither an den Stadtrand in gesetzlich geregelte Erlaubniszonen verlagert.

## Herkunft der Prostituierten
Im Jahr 2011 waren nur 4 % der Prostituierten aus Österreich, der überwiegende Teil Migrantinnen, vorwiegend aus den ehemaligen Ostblockländern. Darunter sind auch viele Tagespendlerinnen aus der nahe gelegenen Slowakei. So wurden beispielsweise 2003 von der Polizei mehrere Krankenschwestern aufgegriffen, die in einer einzigen Nacht in Wien auf dem Straßenstrich mehr Geld verdient haben als in einem ganzen Monat im Krankenhaus von Bratislava (damals gehörte die Slowakei noch nicht zur EU).Sexarbeit zählt zu den wenigen Tätigkeiten, denen Asylwerber legal nachgehen dürfen; daher waren 2013 unter den gemeldeten Prostituierten 1,6 % Asylwerber.
| Land       | Anteil 2011 | Anteil 2013 |
| ---------- | ----------- | ----------- |
| Rumänien   | 29 %        | 38 %        |
| Ungarn     | 25 %        | 26 %        |
| Bulgarien  | 15 %        | 10 %        |
| Slowakei   | 08 %        | 06 %        |
| Nigeria    | 07 %        |             |
| Tschechien | 06 %        | 04 %        |
| China      |             | 03 %        |
| Österreich | 04 %        | 03 %        |
| Sonstige   | 06 %        |             |

## Beratung für Prostituierte
Beratungsstellen für Prostituierte gibt es in Wien (Sophie, SOLWODI, Herzwerk), Linz (Lena), Graz (SXA-Info) und Kärnten (Talitha). Der Verein Lefö – Beratung, Bildung und Begleitung von Migrantinnen in Wien sowie Maiz in Linz bieten ebenfalls Beratung für Migrantinnen in der Sexarbeit an.

## Belege
1. 1 2 3 4 5  Geschichte der Prostitution. In: Öffentliche Sicherheit. Das Magazin des Innenministeriums Nr. 11–12/2000 November-Dezember. (bmi.gv.at, abgerufen am 13. November 2010)
2. 1 2  Anna Ehrlich: Auf den Spuren der Josefine Mutzenbacher. Amalthea Signum Verlag, Wien 2005, S. 205 f., ISBN 3-85002-526-8
3. ↑  ÖNB-ALEX - Justizgesetzsammlung. Abgerufen am 17. September 2023.
4. ↑  Strafgesetz 1852 (Österreich) – Wikisource. Abgerufen am 17. September 2023.
5. ↑  ÖNB-ALEX - Reichsgesetzblatt 1849-1918. Abgerufen am 17. September 2023.
6. ↑  Anna Ehrlich. Auf den Spuren der Josefine Mutzenbacher. Amalthea Signum Verlag, Wien 2005, S. 259, ISBN 3-85002-526-8
7. ↑  RIS - Strafrechtsanpassungsgesetz Art. 11 - Bundesrecht konsolidiert, Fassung vom 21.01.2019. Abgerufen am 17. September 2023.
8. ↑  wien.gv.at (Memento des Originals vom 29. September 2007 im Internet Archive)  Info: Der Archivlink wurde automatisch eingesetzt und noch nicht geprüft. Bitte prüfe Original- und Archivlink gemäß Anleitung und entferne dann diesen Hinweis. Wiener Antidiskriminierungsstelle: Die Rechtslage in Österreich
9. ↑  BGBl. Nr. 243/1989 (Memento vom 13. September 2004 im Internet Archive)
10. ↑  : Gerichtliche Kriminalstatistik 2009, ISBN 978-3-902703-54-5, S. 22: „Durch das Bundesgesetz BGBl. Nr. 243/1989 wurde der § 210 StGB, der bislang die gewerbsmäßige gleichgeschlechtliche Unzucht mit einer Person männlichen Geschlechts unter Strafe stellte, aufgehoben. Diese gesetzliche Maßnahme ist das Ergebnis einer ausführlichen Diskussion, in der die Befürworter hauptsächlich dahingehend argumentierten, dass die im Zusammenhang mit der Verbreitung von AIDS getroffenen Gegenmaßnahmen, insbesondere die Durchführung regelmäßiger Untersuchungen sowie die behördliche Registrierung aller Prostituierten, durch die allgemeine Strafbarkeit der männlichen homosexuellen Prostitution in ihrer Effizienz stark beeinträchtigt würden.“
11. ↑  Ambulatorium zur Diagnose und Behandlung sexuell übertragbarer Krankheiten (STD-Ambulatorium) (Memento vom 20. März 2007 im Internet Archive)
12. 1 2 3 4 5 6 7 8 9 10 11  bmi.gv.at Illegale Prostitution. In Öffentliche Sicherheit. Das Magazin des Innenministeriums Nr. 1–2/2003 Jänner-Februar
13. 1 2  frauenratgeberin.at Frauenratgeberin des BMGF, Themengebiet Frauen und Gewalt, Prostitution (28. Juni 2007)
14. ↑  OGH 28. Juni 1989, 3Ob516/89, ECLI:AT:OGH0002:1989:0030OB00516.89.0628.000. Rechtsinformationssystem der Republik Österreich, abgerufen am 12. März 2023.
15. 1 2  OGH 18. April 2012, 3Ob45/12g, ECLI:AT:OGH0002:2012:0030OB00045.12G.0418.000. Rechtsinformationssystem der Republik Österreich, abgerufen am 12. März 2023.
16. 1 2  Geld für Sex nicht mehr sittenwidrig. ORF, abgerufen am 2. Juni 2012.
17. 1 2  Geld für Sex nicht mehr sittenwidrig,. In: Die Presse. 2. Juni 2012, abgerufen am 2. Juni 2012.
18. ↑  Roland Girtler: Der Strich. Soziologie eines Milieus. 5. Auflage, Lit Verlag, Wien, 2004, ISBN 3-8258-7699-3. Zur 5. Auflage: Rückblickendes Vorwort, S. 9–11.
19. ↑  III. Epidemiologie. (PDF) In: Gesundheitsbericht Wien 1998. S. 133, archiviert vom Original am 28. September 2007; abgerufen am 29. Dezember 2014.
20. ↑  Das „älteste Gewerbe“ ist in Österreich keines. Der Standard, 25. Mai 2007, S. 10. diestandard.at, 28. Juni 2007
21. ↑  archiv.wien.gruene.at (Memento des Originals vom 30. Januar 2013 im Internet Archive)  Info: Der Archivlink wurde automatisch eingesetzt und noch nicht geprüft. Bitte prüfe Original- und Archivlink gemäß Anleitung und entferne dann diesen Hinweis.
22. 1 2 3 4 5 6  APA Wien: Zahl registrierter Sexarbeiterinnen in zehn Jahren fast verfünffacht. Der Standard, 26. Juli 2014, S 10.(27. Jul 2014)
23. 1 2 3  Prostitution: Verlagerung in Laufhäuser. ORF, abgerufen am 17. Dezember 2014.
24. 1 2 3 4 5  Vanessa Gaigg: Neues Großbordell in Wien-Mitte. Der Standard, 1. Juni 2018.(1. Jun 2018)
25. 1 2 3  Roman David-Freihsl: Ohne Schutz als „neuer Kick“. Der Standard, 25. Mai 2007, S. 10.online-Version (28. Mai 2007)
26. 1 2  Sex Work in Vienna: Auswirkungen von COVID-19 auf Sexarbeit in Wien. 10. April 2020.
27. ↑  Vienna – more women turn to illegal prostitution. 4. August 2020 (englisch).
28. 1 2  Latest information on Coronavirus. In: VIENNA – Now. Forever. (englisch).
29. ↑  Bordelle müssen bis zum 1. Juli geschlossen sein, Escort-Agenturen werden wahrscheinlich bald wieder in Betrieb gehen. 4. Mai 2020.
30. ↑  Sexarbeiterinnen in Wien können ab dem 20.Mai 2020 offizielle Gesundheitschecks durchführen lassen. 19. Mai 2020.
31. ↑  Vienna – more women turn to illegal prostitution. 4. August 2020 (englisch).
32. ↑  Sex Work in Vienna: Wie beantrage ich als Sexarbeiterin in Wien eine Green Card Gesundheitsprüfung. 4. September 2020.
33. ↑  Der Beverly Hills Club ist nach der Sperrung noch geschlossen. 4. September 2020.
34. ↑  Ein Viertel der Sexarbeiterinnen arbeiten möglicherweise illegal in Österreich. 1. März 2024.
35. ↑  Die Wahrheit über Sexarbeit in Österreich. 26. Februar 2024.
36. ↑  Im Jahr 2023 führte die Polizei 82 Kontrollen im Rotlichtviertel von Wien durch. 27. März 2024.
37. ↑  Strafbare Handlungen gegen die sexuelle Integrität und Selbstbestimmung (Memento vom 8. Januar 2007 im Internet Archive) (31. Juli 2006)
38. ↑  PROSTITUTION IN ÖSTERREICH (Memento des Originals vom 3. Dezember 2013 im Internet Archive)  Info: Der Archivlink wurde automatisch eingesetzt und noch nicht geprüft. Bitte prüfe Original- und Archivlink gemäß Anleitung und entferne dann diesen Hinweis.
39. ↑  homepage.univie.ac.at (31. Juli 2006)
40. ↑  bka.gv.at (Memento des Originals vom 3. Dezember 2013 im Internet Archive)  Info: Der Archivlink wurde automatisch eingesetzt und noch nicht geprüft. Bitte prüfe Original- und Archivlink gemäß Anleitung und entferne dann diesen Hinweis. S. 53, Fußnote 105
41. ↑  Im Rheintal statt im «sauberen Ländle» ins Bordell: Das faktische Prostitutionsverbot in Vorarlberg führt zur Häufung von Etablissements in St. Gallen. In: Neue Zürcher Zeitung, 29. Juli 2011, S. 12
42. ↑  Trotz Verbot: Bordelle werben weiter. Kleine Zeitung, 13. August 2013, archiviert vom Original am 11. August 2014.
43. 1 2  Zwangsprostitution: 21 Frauen befreit. In: ORF.at, 19. Juli 2013. 23. Juli 2013
44. 1 2 3  Prostitution in Österreich. Rechtslage, Auswirkungen, Empfehlungen (Memento des Originals vom 14. November 2011 im Internet Archive)  Info: Der Archivlink wurde automatisch eingesetzt und noch nicht geprüft. Bitte prüfe Original- und Archivlink gemäß Anleitung und entferne dann diesen Hinweis. S. 11
45. 1 2 3 4 5  Der Standard, 27. Oktober 2011, S. 10
46. 1 2  Prostitution ab 1. Juli wieder erlaubt. In: ORF.at, 25. Juni 2020
47. 1 2  Prostitution in Österreich ab 1. Juli wieder erlaubt. In: Der Standard, 25. Juni 2020
48. 1 2  Prostitution. In: Österreich-Lexikon AEIOU
49. ↑  malmoe.org (Memento des Originals vom 21. August 2014 im Internet Archive)  Info: Der Archivlink wurde automatisch eingesetzt und noch nicht geprüft. Bitte prüfe Original- und Archivlink gemäß Anleitung und entferne dann diesen Hinweis.
50. 1 2  Wiener Zeitung: Prostitution in Wien (Memento vom 9. Oktober 2006 im Internet Archive). Dienstag, 10. Oktober 2006
51. ↑  Martina Stemmer: Mit neuen Spielregeln gegen den Strich. Der Standard, 4. November 2008. online-Version (14. Jan 2009)
52. ↑  Sandra Ernst Kaiser: Es darf keine Prostitution geben. Die Standard, 24. Juni 2012.online-Version (24. Jun 2012)
53. ↑  Julia Herrnböck: Wiener Bezirksvorsteher: „Wünsche mir Verbot für den Straßenstrich“. Der Standard, 26. März 2013.(23. Jul 2013)
54. ↑  Prostitution in Österreich. Rechtslage, Auswirkungen, Empfehlungen (Memento des Originals vom 14. November 2011 im Internet Archive)  Info: Der Archivlink wurde automatisch eingesetzt und noch nicht geprüft. Bitte prüfe Original- und Archivlink gemäß Anleitung und entferne dann diesen Hinweis. S. 12
55. 1 2  sjoe.at (Memento des Originals vom 9. Oktober 2010 im Internet Archive)  Info: Der Archivlink wurde automatisch eingesetzt und noch nicht geprüft. Bitte prüfe Original- und Archivlink gemäß Anleitung und entferne dann diesen Hinweis. Interview mit Eva van Rahden von SILA
56. ↑  diesie.at Fonds Soziales Wien: Prostitution und Gesundheit
57. ↑  Julia Ortner: Verunsicherte Voyeure. (Memento vom 12. Februar 2012 im Internet Archive) In: Falter, 23/04, 2. Juni 2004
58. ↑  wien.orf.at Neues Prostitutionsgesetz in Kraft ORF 1. November 2011
59. ↑  wien.orf.at Straßenstrich verlagert sich nach Liesing ORF 21. August 2013
60. ↑  sophie.or.at (10. Feb. 2014)
61. ↑  solwodi.at (10. Feb. 2014)
62. ↑  herzwerk-wien.at (27. Jun. 2018)
63. ↑  lena.or.at (10. Feb. 2014)
64. ↑  frauenservice.at (Memento des Originals vom 22. Februar 2014 im Internet Archive)  Info: Der Archivlink wurde automatisch eingesetzt und noch nicht geprüft. Bitte prüfe Original- und Archivlink gemäß Anleitung und entferne dann diesen Hinweis. (14. März 2014)
65. ↑  caritas-kaernten.at (14. März 2014)
66. ↑  lefoe.at (10. Februar 2014)
67. ↑  maiz.at